# Karl Schiewerling

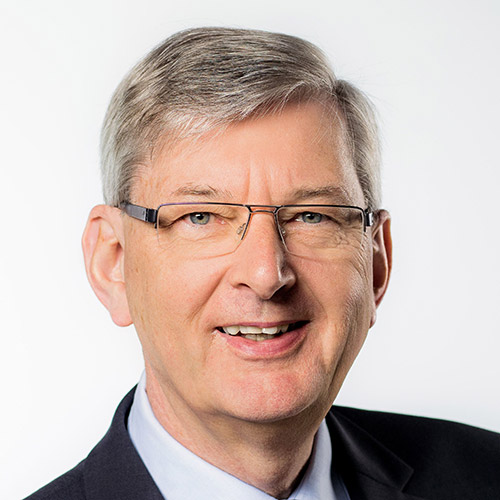
Karl Schiewerling

Karl Richard Maria Schiewerling (* 18. Mai 1951 in Essen-Borbeck; † 28. Februar 2021 in Nottuln) war ein deutscher Politiker (CDU).

## Leben und Beruf
Nach der Ausbildung zum Industriekaufmann war Schiewerling von 1970 bis 1973 bei der Mannesmannröhren-Werke AG tätig. Danach war er hauptamtlicher Sekretär des Verbandes der Katholiken in Wirtschaft und Verwaltung und wurde 1978 Bundessekretär des Bundes der Deutschen Katholischen Jugend (BDKJ). Von 1984 bis 2009 war Schiewerling Diözesansekretär beim Diözesanverband Münster des Kolpingwerkes. 
Karl Schiewerling war katholisch, verheiratet und Vater von drei Kindern. Er verstarb am 28. Februar 2021 an den Folgen einer Krebserkrankung in seiner Heimatstadt Nottuln.

## Partei
Schiewerling trat 1972 in die CDU und die Christlich-Demokratische Arbeitnehmerschaft (CDA) ein. Er war seit April 2007 stellvertretender Vorsitzender des CDU-Bezirksverbandes Münsterland und gehörte seit Juni 2007 dem CDA-Bundesvorstand an.

## Abgeordneter
Schiewerling gehörte von 1989 bis 1994 sowie von 2004 bis 2006 dem Gemeinderat seines Wohnortes Nottuln an.
Von 2005 bis 2017 war er Mitglied des Deutschen Bundestages.
Karl Schiewerling zog als direkt gewählter Abgeordneter des Wahlkreises Coesfeld – Steinfurt II als Nachfolger des CDU-Bundestagsabgeordneten Werner Lensing in den Bundestag ein. Bei der Bundestagswahl 2005 erreichte er hier 51,6 % der Erststimmen. Bei der Bundestagswahl 2009 wurde er mit 50,8 Prozent der Erststimmen in seinem Amt bestätigt. Seit November 2009 war er Vorsitzender der Arbeitsgruppe „Arbeit und Soziales“ der CDU/CSU-Bundestagsfraktion und deren arbeitsmarkt- und sozialpolitischer Sprecher. Zudem war er Vorsitzender des Kardinal-Höffner-Kreises, einem Zusammenschluss von christlichen Abgeordneten der CDU/CSU-Bundestagsfraktion.
Zur Bundestagswahl 2017 trat Schiewerling nicht mehr an. Kurz vor Ende seines Mandats setzte Schiewerling 2017 im Bundestag mit wenigen zuvor eingeweihten Personen versteckt eine gesetzliche Veränderung der als sehr schlecht eingeschätzten Arbeitsbedingungen in der Fleischindustrie durch. Nach dem neuen Recht sollen unter anderem Arbeitsmittel nicht mehr vom Lohn abgezogen werden dürfen. Das Gesetz wurde von Peter Kossen zwar als nicht weitgehend genug, aber als eine Verbesserung der Arbeitssituation bewertet. Wegen des großen Lobbyeinflusses der Unternehmen wurde dieses Vorhaben von Schiewerling unter anderem vor dem Landwirtschaftsministerium geheim gehalten und die Paragrafen an ein anderes Gesetz angehängt.

## Ehrenamt
Karl Schiewerling war ehrenamtlich in der katholischen Jugend und Jugendverbandsarbeit sowie im Kolpingwerk, u. a. von 2002 bis 2017 als Landesvorsitzender des Kolpingwerkes NRW, tätig. Er war Beiratsvorsitzender der Initiative „Familie – Arbeit – Mittelstand – Münsterland“ und Mitglied im Beirat „Gesellschaft zum Studium strukturpolitischer Fragen e. V. Beirat für Welthandel“. Er war einige Jahre Vorsitzender des Jugendtreffs Alte Druckerei. Ab 1986 war Karl Schiewerling Mitglied der Vertreterversammlung der Deutschen Rentenversicherung Westfalen und ab 1999 Vorsitzender dieses Gremiums.
Vom 6. Juni 2018 bis zu seinem Tode war er zusammen mit Gabriele Lösekrug-Möller (SPD) Vorsitzender der Rentenkommission „Verlässlicher Generationenvertrag“.